# Marl
Marl je město v německé spolkové zemi Severní Porýní-Vestfálsko. Leží v zemském okrese Recklinghausen ve vládním obvodu Münster, přibližně 10 km severozápadně od Recklinghausenu. Nachází se nedaleko kanálu Wessel-Datteln v průmyslové oblasti Porúří. V roce 2011 zde žilo přes 84 tisíc obyvatel.
První zmínka o městu pochází z roku 890, ačkoliv archeologické nálezy vypovídají o existenci osady na místě dnešního Marlu již v období 600 let před naším letopočtem. V období 300 let před naším letopočtem byla oblast osídlena Kelty. Později sem vpadly Germáni, kteří byli vytlačeni Římany. V 5. století obsadili oblast Sasové. Během středověku bylo město zapojeno do několika válek. V 16. století zde žilo 800 obyvatel. Marl byl později součástí Pruska a během let byl součástí několika okolních měst a v roce 1837 mu byla navrácena samostatná správa. Hlavním zdrojem obživy obyvatel bylo vždy zemědělství. Průlom nastal v roce 1875, kdy zde byla objevena uhelná ložiska. V roce 1898 zde byl založen první uhelný důl Auguste Victoria a během následujících let byly otevřeny další doly. Důl Auguste Victoria patří k aktivním uhelným dolům v Německu až dodnes. V roce 1931 zde žilo přes 31 tisíc obyvatel. Během druhé světové války bylo několik továren v okolí poničeno nálety britských letounů, ale okolní civilní budovy nebyly příliš poničeny. V roce 1945 bylo město osvobozeno americkou armádou. Protože bylo k Marlu přičleněno několik okolních zemědělských a průmyslových obcí, nemělo město nikdy vlastní střed. Centrum města bylo vybudováno v 60. a 70. letech 20. století a vyrostlo zde několik výškových budov, nákupní centrum a další budovy.
Marl je v současnosti významné hornické a průmyslové město. Nachází se zde rozsáhlá průmyslová zóna Marl, která patří k jedněm z největších v Německu. Na ploše 6,5 km² zde pracuje přes 10 tisíc zaměstnanců především v chemickém průmyslu. Součástí průmyslové zóny jsou také tři velké kogenerační jednotky pro kombinovanou výrobu elektrické a tepelné energie. Zdejší průmyslový park byl založen v roce 1938.

## Partnerská města
- Bitterfeld, Sasko-Anhaltsko, Německo
- Creil, Francie
- Herzlija, Izrael
- Zalaegerszeg, Maďarsko
- Pendle, Spojené království
- Kuşadası, Turecko

## Galerie

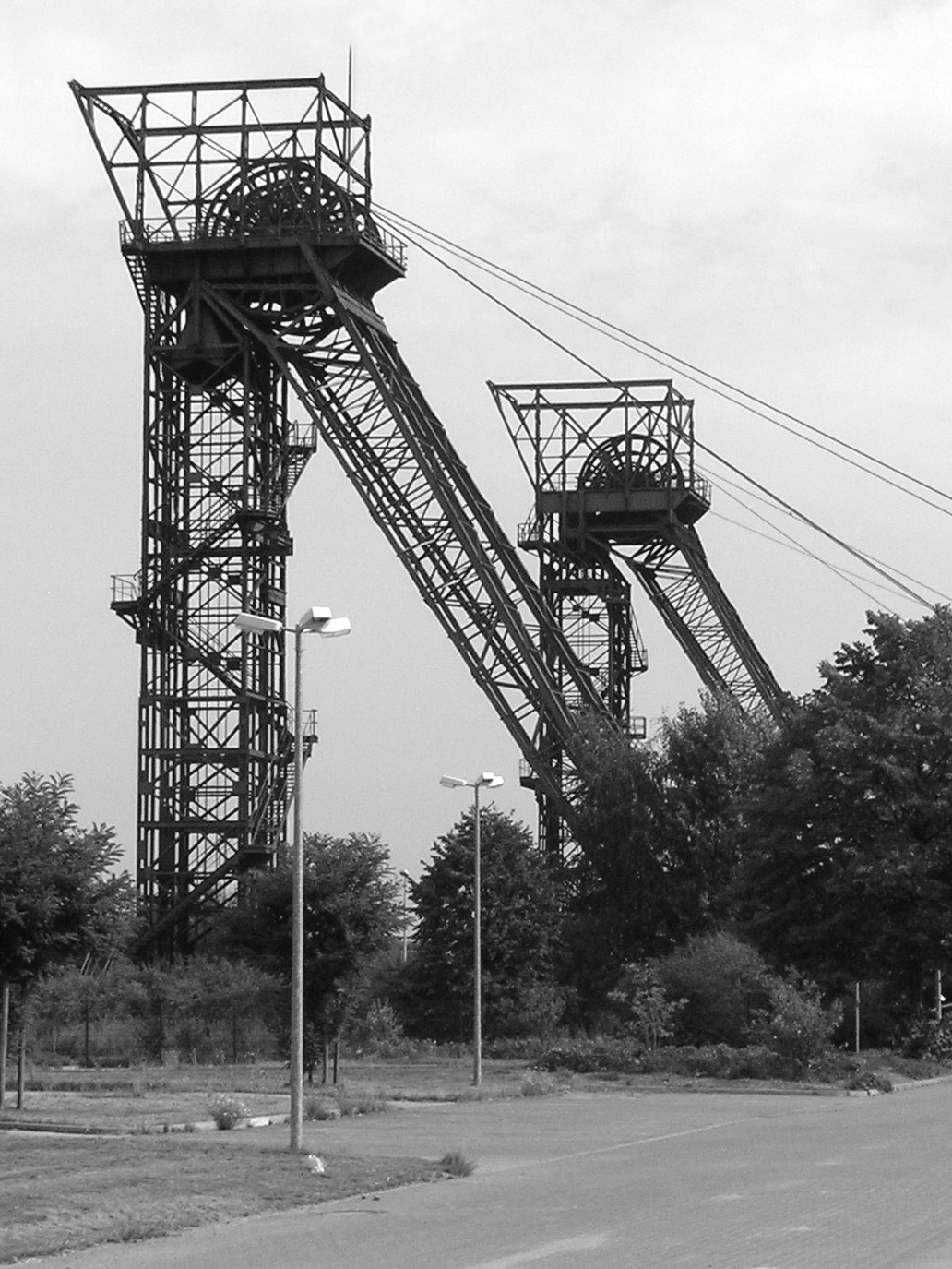
Uhelný důl Auguste Victoria
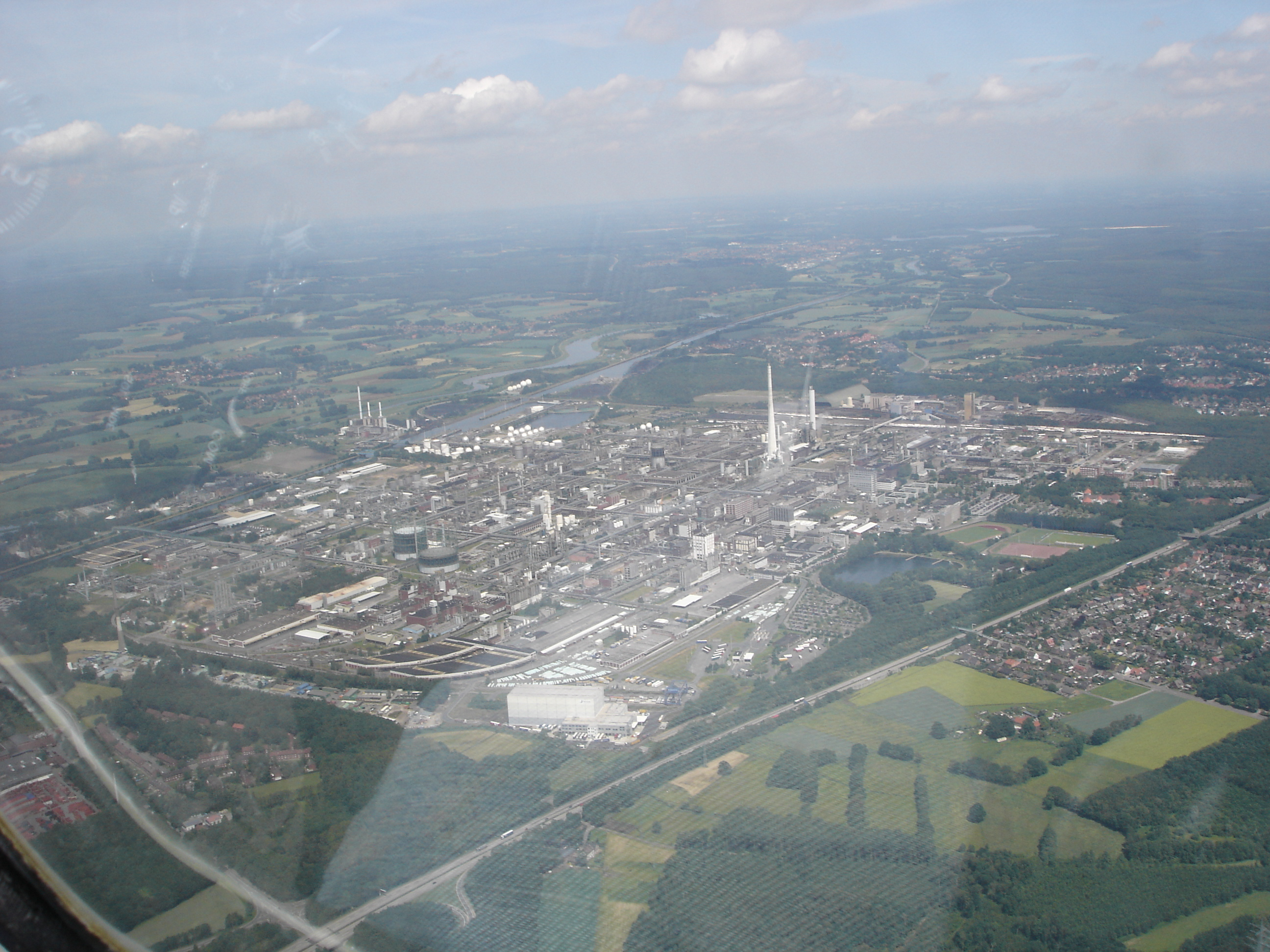
Letecký pohled na zdejší rozsáhlou průmyslovou zónu
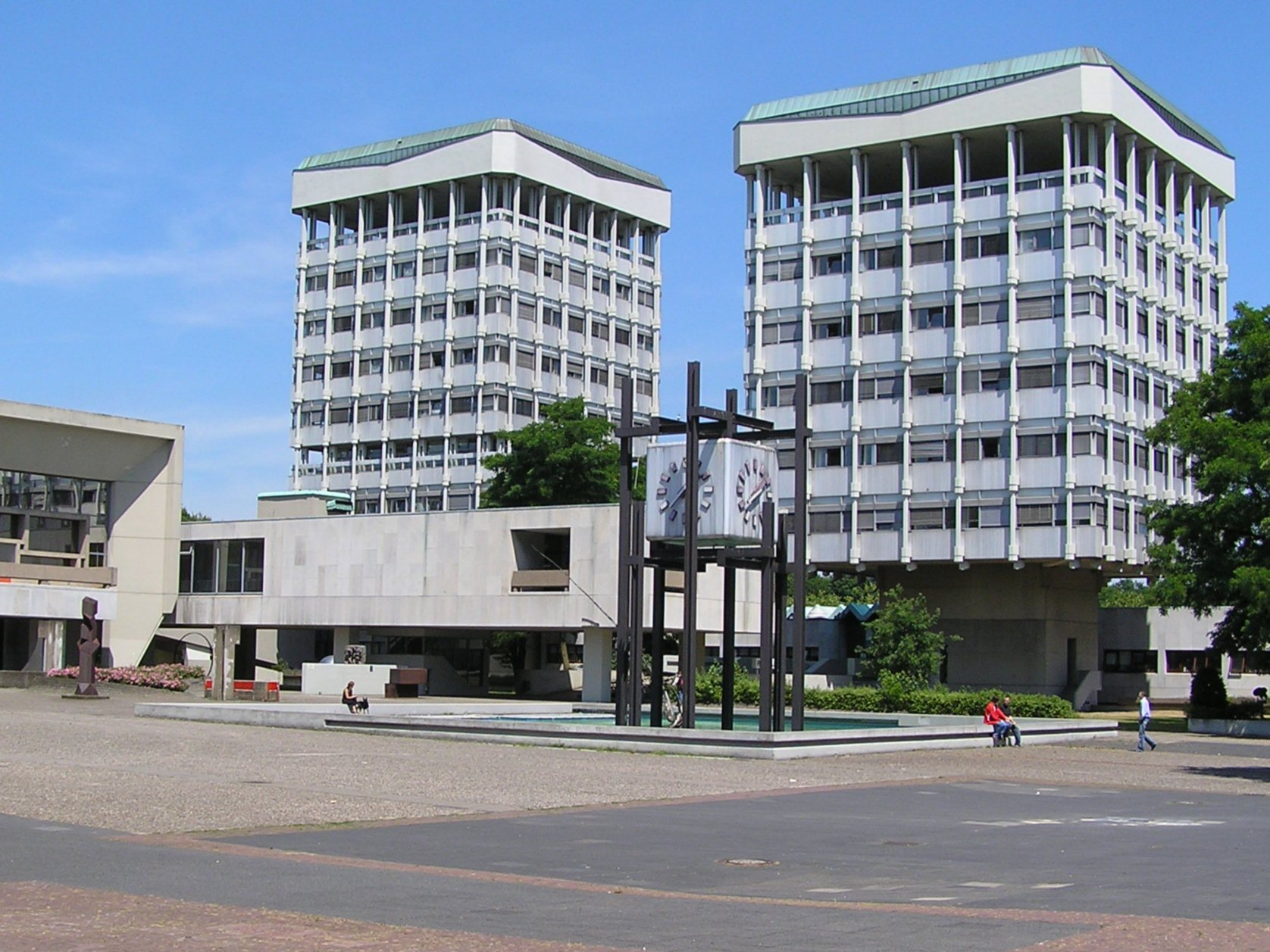
Radnice